# 2020년 하계 올림픽 중화 타이베이 선수단
2020년 하계 올림픽 중화 타이베이 선수단은 2021년 일본 도쿄에서 열린 2020년 하계 올림픽에 참가한 올림픽 중화 타이베이 선수단이다.
대만은 2020년 도쿄 하계 올림픽에 '차이니스 타이베이'라는 명칭으로 출전했다. 원래 2020년 7월 24일부터 8월 9일까지 열릴 예정이었던 올림픽은 코로나19 범유행으로 인해 2021년 7월 23일부터 8월 8일로 연기되었다. 이는 또한 대만의 10회 연속 하계 올림픽 출전이기도 했다.
대만은 올림픽 금메달리스트에게 2천만 신대만달러(미화 716,000달러)를 보상하고, 추가로 2위부터 7위 또는 8위를 차지한 선수들에게 비례적인 조금씩 나누어 보상을 제공한다.

## 출전 선수
| 종목     | 남자 | 여자 | 전체 |
| -------- | ---- | ---- | ---- |
| 양궁     | 3    | 3    | 6    |
| 육상     | 5    | 1    | 6    |
| 배드민턴 | 4    | 1    | 5    |
| 복싱     | 0    | 4    | 4    |
| 카누     | 0    | 1    | 1    |
| 사이클   | 1    | 0    | 1    |
| 승마     | 0    | 1    | 1    |
| 골프     | 1    | 2    | 3    |
| 체조     | 4    | 1    | 5    |
| 유도     | 1    | 2    | 3    |
| 가라테   | 1    | 1    | 2    |
| 조정     | 0    | 1    | 1    |
| 사격     | 2    | 3    | 5    |
| 수영     | 2    | 1    | 3    |
| 탁구     | 3    | 3    | 6    |
| 태권도   | 2    | 2    | 4    |
| 테니스   | 1    | 4    | 5    |
| 역도     | 3    | 4    | 7    |
| 전체     | 33   | 35   | 68   |

## 같이 보기
- 올림픽 중화 타이베이 선수단